# Anémomorphose

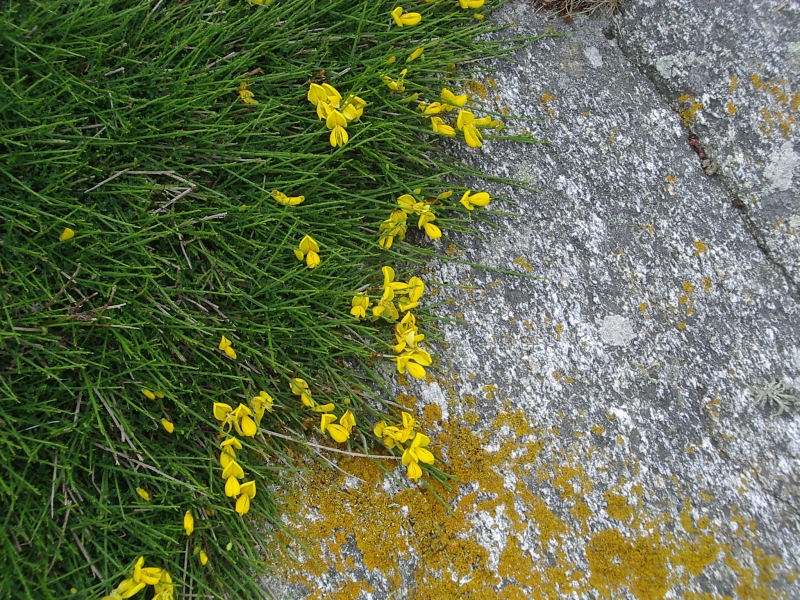
Forme couchée du genêt à balais (Cytisus scoparius) sur les falaises littorales de Bretagne.

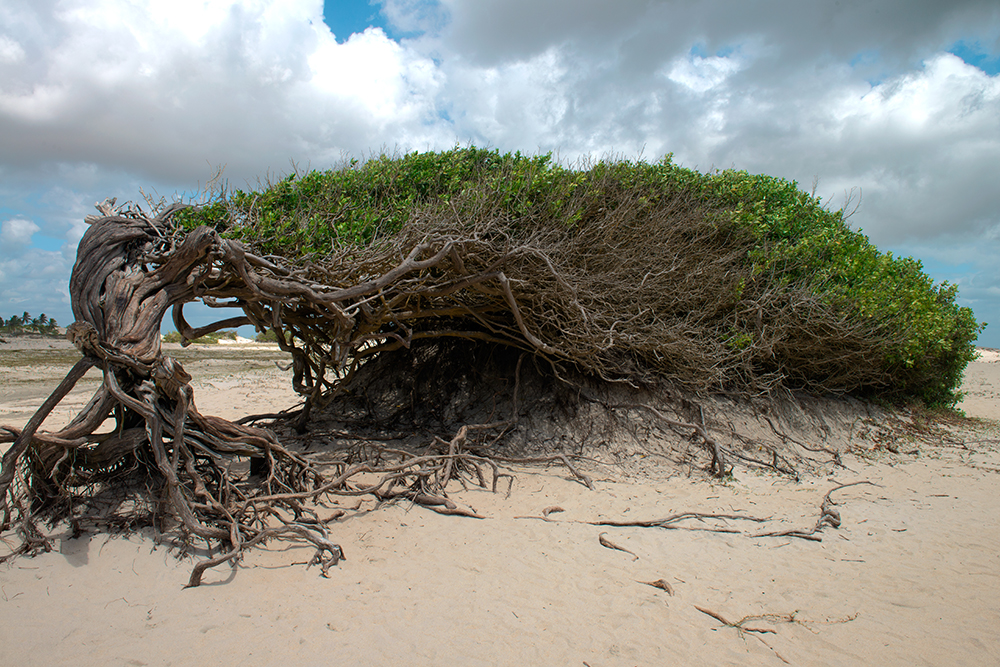
Arbre de la paresse dans le parc national de Jericoacoara : anémomorphose résultant des brises de mer.

Le terme « anémomorphose » (bâti à partir du grec ancien anémos (άνεμος), qui signifie « vent », et morphos (μορφος), « forme ») est un accomodat qui consiste en la modification de la forme des végétaux et des paysages associés sous l'effet de forts vents dominants. Il constitue un cas particulier de la thigmomorphogenèse. Ce phénomène est surtout remarquable sur les formes anémomorphosées des plantes ligneuses du littoral et en montagne.
L'anémomorphose est une écomorphose, modification ou adaptation des caractéristiques morphologiques des végétaux et/ou des animaux sous l'influence des conditions écologiques locales (lumière, température, vent).

## Mécanismes
Certains territoires sont spécialement soumis à l'influence du vent et en particulier de forts vents dominants, c'est-à-dire soufflant le plus souvent d'une direction privilégiée. Contrairement aux animaux, les végétaux ne peuvent s'y soustraire. Ils doivent par conséquent, de la germination à leur disparition, subir en permanence les effets de ce facteur écologique.
Le déplacement de l'air peut en soi, lorsqu'il est suffisamment intense ou continu, imposer des contraintes sur le développement des plantes. Mais l'impact des vents sur les écosystèmes est en général fortement aggravé par deux phénomènes :

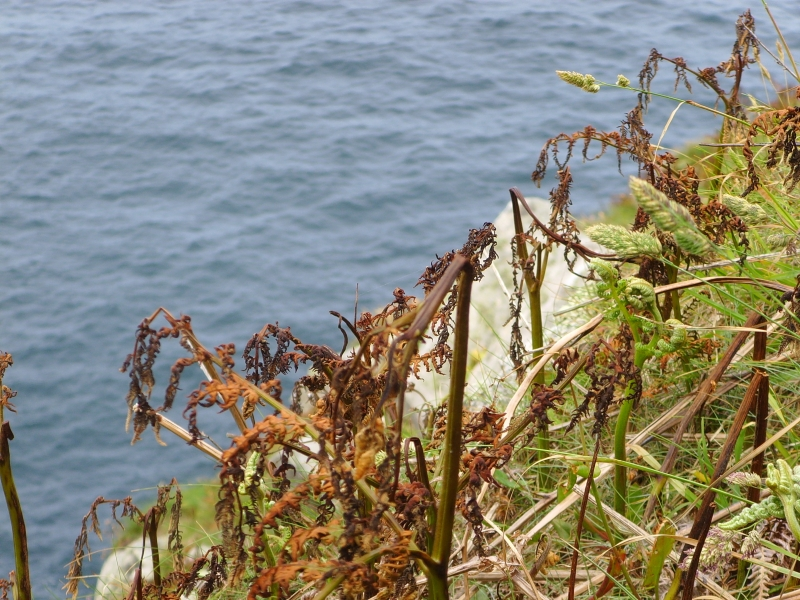
Fougère aigle nécrosée par une tempête de printemps sur le littoral.

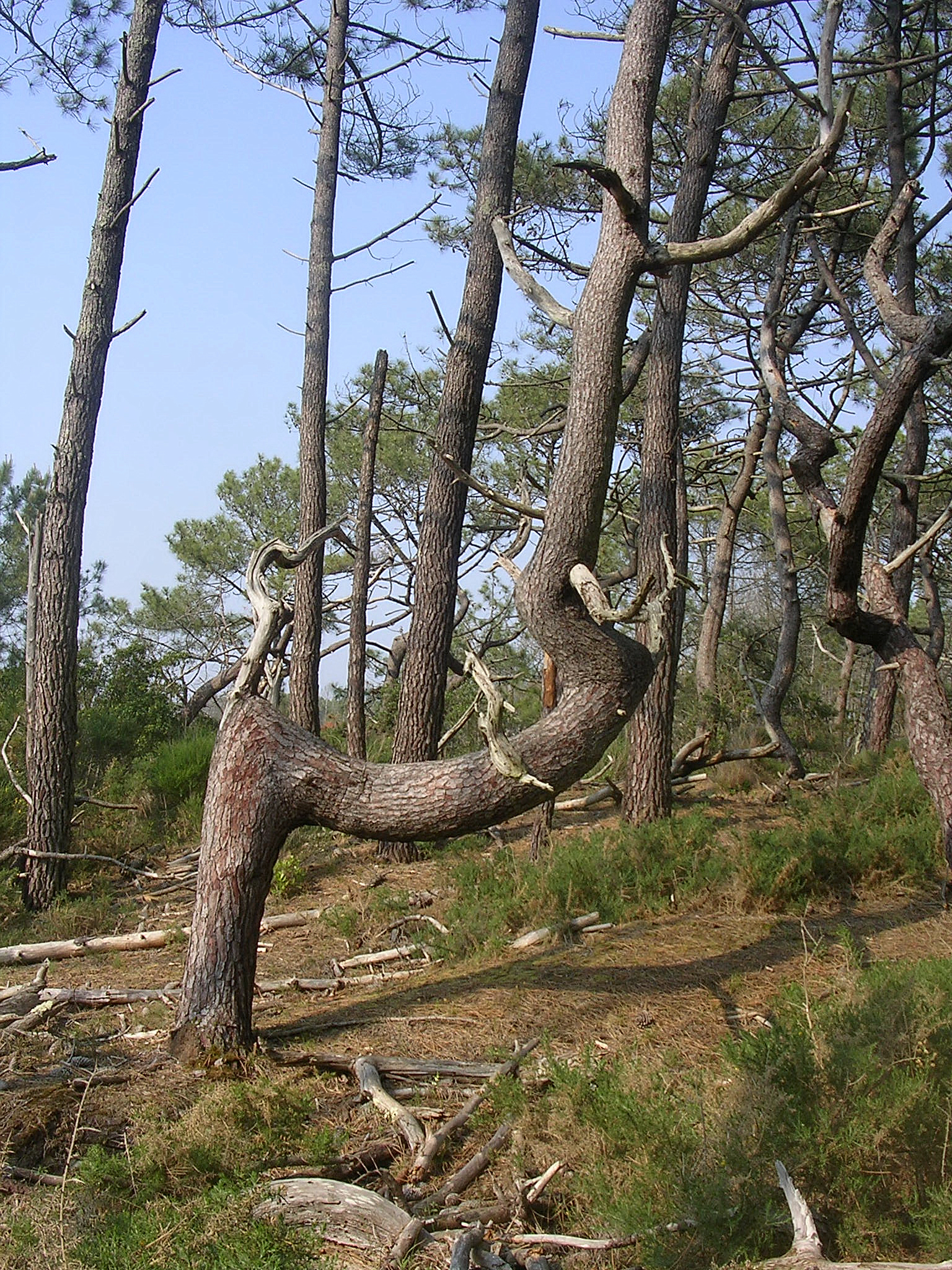
Pins halo-anémomorphosés de la forêt de protection littorale atlantique dunaire.

- le transport de particules (sable, éléments fins arrachés aux sols...) en raison du phénomène connu sous l'appellation de « déflation éolienne » ;
- dans les contrées littorales, les embruns salés ; lorsque la morphologie végétale est induite par l’action combinée du vent et des embruns salés (ex : port tortueux, plus ou moins plaqué au sol...) on la qualifie d'halo-anémomorphosée (du grec ancien hals ( ἅλς) qui signifie « sel ou mer, eau salée »).

Le caractère le plus évident des végétations soumises à une forte influence éolienne est leur faible développement en hauteur. Dans les zones les plus exposées, la végétation est très rase. L'arbre en est le plus souvent exclu, en particulier sur le littoral qui cumule l'effet direct du vent, la déflation éolienne et les embruns.
À la suite des tempêtes, les parties aériennes des plantes sont fréquemment nécrosées, comme brûlées, parfois même brisées. Mais l'action à long terme du vent aboutit de la même manière au flétrissement des  éléments les plus exposés et à l'élimination des rameaux dépassant verticalement du couvert végétal.
Dans la forêt littorale des Landes de Gascogne, la frange de la pinède qui se trouve immédiatement derrière les dunes et qui est exposée de manière permanente aux vents dominants d'ouest est fortement marquée par le phénomène de l'anémomorphose associé à l'action des embruns salés et des particules de sable. Les pins se nécrosent du côté de l'océan et développent leurs branches à l'horizontale du côté opposé.

## Échelles

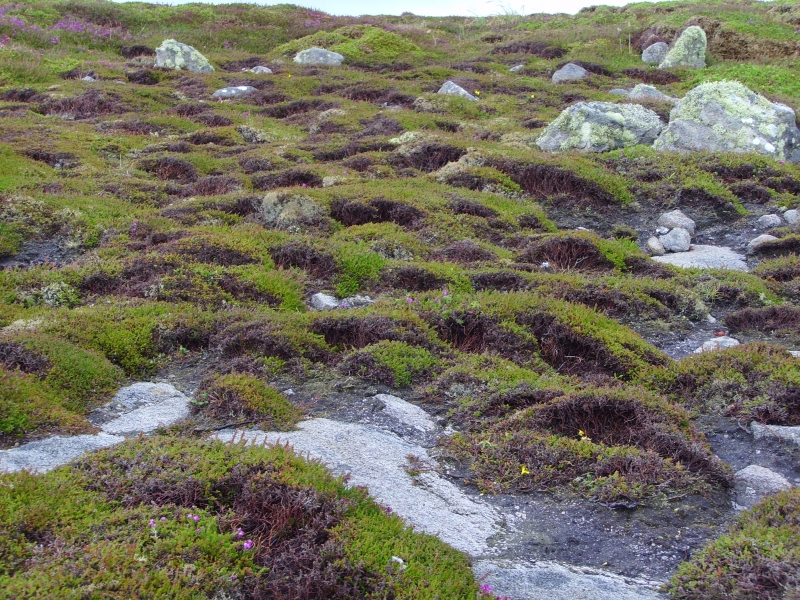
Lande littorale à bruyères modelée par les vents dominants